# Чавинь (провинция)
Чави́нь (Trà Vinh, 茶榮) — провинция на юге Вьетнама. Расположена в дельте Меконга между его рукавами — рек Котьена и Хау, при впадении их в Южнокитайское море. Площадь составляет 2 295 км²; население по данным на 2009 год — 1 000 933 человека. Плотность населения — 436,14 чел./км². Административный центр — одноимённый город, находится в 202 км от Хошимина.

## Административное деление
В административном отношении подразделяется на:
- 1 город провинциального подчинения Чавинь (Trà Vinh)
- и 7 уездов.